# Andrioplecta
Andrioplecta is een geslacht van vlinders van de familie bladrollers (Tortricidae), uit de onderfamilie Olethreutinae.

## Soorten
- A. dierli Komai, 1992
- A. leucodora (Meyrick, 1928)
- A. moriutii Komai, 1992
- A. oxystaura (Meyrick, 1935)
- A. phuluangensis Komai, 1992
- A. rescissa (Meyrick, 1921)
- A. shoreae Komai, 1992
- A. suboxystaura Komai, 1992
- A. subpulverula (Obraztsov, 1968)